# Extravaganza (musique)
Pour l’article homonyme, voir Extravaganza.

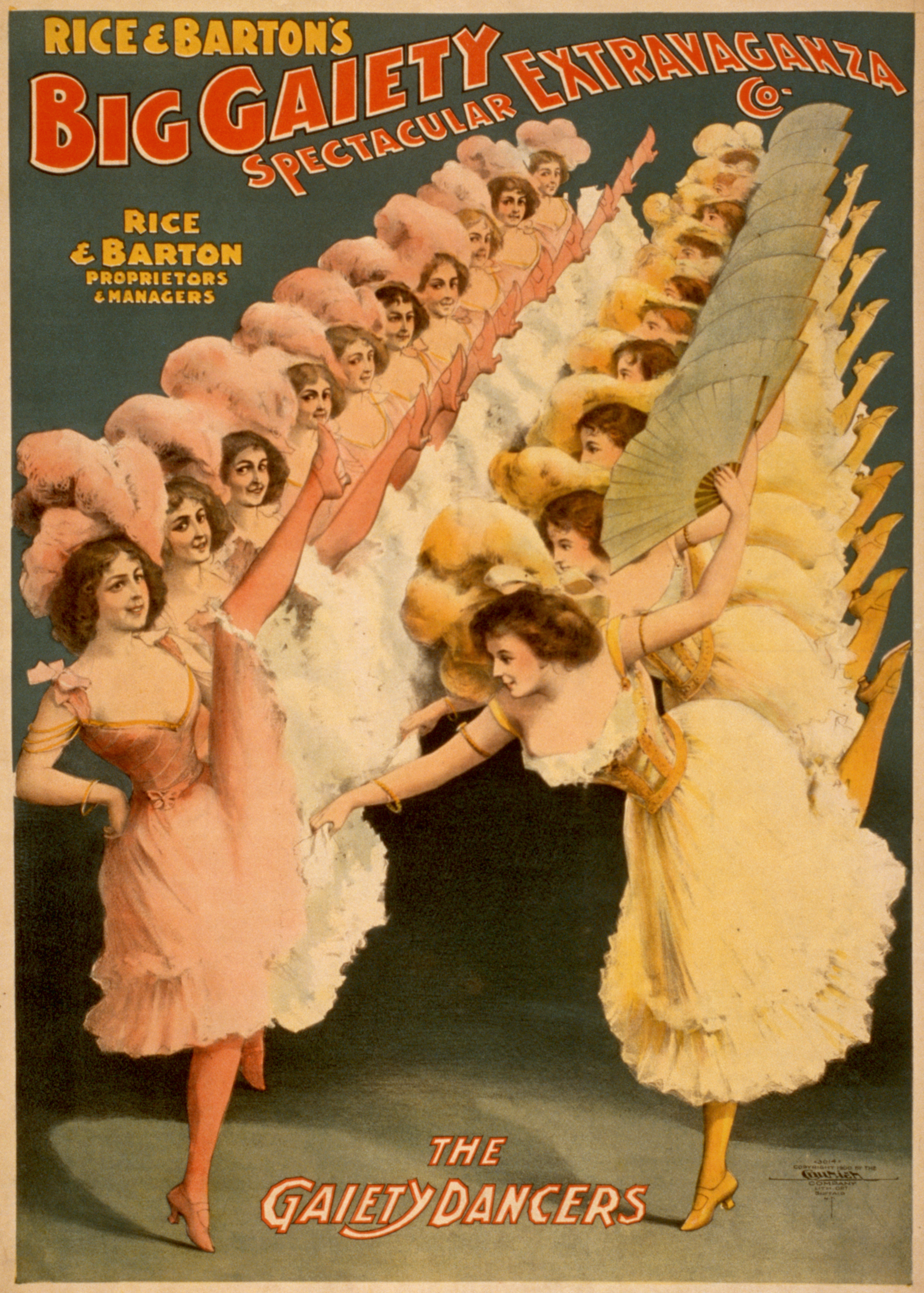
Affiche montrant les chorus girls d'une extravaganza de 1900.

Une extravaganza est une œuvre littéraire ou musicale (souvent comédie musicale) caractérisée par la liberté de style et de structure contenant habituellement des éléments de burlesque victorien (en), de pantomime, de music-hall et de parodie. Elle utilise aussi parfois des éléments de cabaret, de cirque, de revue, de variété, de vaudeville et de mime. Extravaganza peut d'une façon plus large faire référence à une production théâtrale élaborée, spectaculaire et coûteuse.
Le terme est largement utilisé pour décrire un type de drame britannique du XIXe siècle rendu populaire par James Planché. Planché le définit comme « Le traitement fantaisiste d'un sujet poétique ».
Le mot est la reprise de l’italien stravaganza qui signifie « extravagance ».